# 戰國策
《战国策》是中国古代的史学名著，由西汉劉向編訂，但原作者不詳（非一時一地一人之作）。劉向因此書所记的多是東周後期时諸國混戰，纵横家为其君王擬定的政治主张和外交策略，因此定名为《战国策》，而該時期亦因此被史家稱為戰國時代。
《战国策》為國別體，全书按东周國、西周國、秦国、齐国、楚国、赵国、魏国、韓国、燕国、宋国、衛國、中山国依次分国编写，共三十三卷，约十二万字。主要记述了战国时期說客們的言行，更包括了不少纵横家的政治策略與辯論技巧，也可說是合纵與連橫的实战演习手冊。本書展示了战国时代的历史特点和社会风貌，是研究战国历史的重要典籍。在四庫全書之中為史部。

## 編者
《战国策》編者是西汉的劉向，原作者一直没有确定，大致上認為是非一時一地一人的作品。有學者認為《战国策》可能是蒯徹所作。
本書至宋初残缺益甚，北宋曾鞏又蒐羅闕文，加以重修。

## 题解
《战国策》的文章原有《国策》、《国事》、《短长》、《事语》、《长书》、《修书》等名称。西汉末年，刘向校录群书时在皇家藏书中发现了六种记录纵横家的写本，但是内容混乱，文字残缺。因此，战国策显然不是一时一人所作。刘向依照國別體分類，並加以編修。刘向只是战国策的校订者和编订者。而後高誘為之作註解。
北宋时，《战国策》散佚颇多，经曾巩“訪之士大夫家，始盡得其書”，並加以校补，是为今本《战国策》三十三篇。姚宏校注《战国策》时，曾列出《战国策》六条佚文，鲍彪、吴师道皆有注本。今人诸祖耿辑出《战国策》佚文六十六条，约万余字。
1973年，在长沙马王堆三号汉墓出土了一批帛书，其中一部类似于今本《战国策》，整理后定名为《戰國縱橫家書》。该书共27篇，其中11篇内容和文字与今本《战国策》和《史记》大致上相同。

## 体例
今本共33卷。东周策1卷，西周策1卷，秦策5卷，齐策6卷，楚策4卷，赵策4卷，魏策4卷，韩策3卷，燕策3卷、宋卫策1卷，中山策1卷，共497篇。
所记载的历史，上起前455年晉陽之戰（稍提到前490年智伯灭范氏），下至前221年高渐离以筑击秦始皇。

## 名篇
- 苏秦以连横说秦（成语前倨后恭的出处）
- 馮諼客孟嘗君（成語狡兔三窟、高枕無憂的來源）
- 趙且伐燕（成語鷸蚌相爭，漁翁得利的來源 )
- 邹忌修八尺有余（又称邹忌讽齐王纳谏)
- 秦王使人谓安陵君曰（又称唐雎不辱使命)
- 燕太子丹质于秦（又称荆轲刺秦王)
- 趙太后新用事（又称觸龍說趙太后)

## 文學風格
《戰國策》善於鋪敘，長於敘事，選取曲折生動的故事情節，緊湊生動，富戲劇性，喜誇張渲染，善用排比，捭闔譎誑，辯麗恣肆，又善用比喻與寓言，諷刺幽默，說服力強。司马迁撰写《史记》一书时采自《战国策》多达149处。
《戰國策》亦善於描寫人物，抒發情感，部分篇章深沉蘊藉，委婉動人。

## 评价
《战国策》反映了战国时代的社会风貌，当时士人的精神风采，比较客观地记录了当时的一些重大历史事件，是战国历史的生动写照。它详细地记录了当时纵横家的言论和事迹，展示其精神风貌和思想才干。《战国策》的文学成就也非常突出，在中国文学史上，它标志着中国古代散文发展的一个新时期，文学性非常突出，尤其在人物形象地刻画，语言文字的运用，寓言故事等方面具有非常鲜明的艺术特色。清初学者陸隴其稱《战国策》“其文章之奇足以娱人耳目，而其机变之巧足以坏人之心术”。
《战国策》的思想内容比较复杂，主体上体现了纵横家的思想倾向，同时也反映出了战国时期思想活跃，文化多元的历史特点。《战国策》的政治观比较进步，最突出的是体现了重视人才的政治思想。《战国策》一书是游说辞总集，幾乎所有纵横家谋士的言行都在此书。有三大特点：一智谋细，二虚实间，三文辞妙。
《战国策》对《史记》的纪传体的形成，具有很大影响。《史記》有九十卷的史料直接取自於《戰國策》的史料。但《戰國策》記載多不可靠，比如冯谖，在《史记》作“冯驩”，但此人只在《战国策》和《史记》中出现，可靠性值得怀疑。司馬遷在《蘇秦傳》後曰“世言蘇秦多異，異時事有類之者皆附之蘇秦”。《战国策》历来为研究者称赞其文学价值，但是对它的思想却是众说纷纭。这是由于该书与后世的儒家思想不符，过于追逐名利。而且过于夸大纵横家的历史作用，降低了史学价值。